# Yoric Ravet
Pour les articles homonymes, voir Ravet.
Yoric Ravet, né le 12 septembre 1989 à Échirolles est un footballeur français qui évolue au poste de d'attaquant.

## Carrière
Le 9 juillet 2008, il joue son premier match avec le groupe professionnel en remplaçant Alaixys Romao lors de la première journée du championnat de L1 face au FC Sochaux-Montbéliard. Le 27 février 2010, il inscrit ses deux premiers buts en professionnel lors de la victoire du GF38 (2-0) face à l'AS Nancy-Lorraine.
Le 30 janvier 2011, il signe un contrat de 3 ans et demi en faveur de l'AS Saint-Étienne qui le prête pour la fin de saison au Grenoble Foot 38. La DNCG et la Fédération française de football invalidant son prêt, il rejoint dès janvier l'AS Saint-Étienne.
Le 20 juin 2012, il est prêté, sans option d'achat, au SCO d'Angers pour la saison.
En 2013, il revient chez les Verts, mais l’entraîneur Christophe Galtier le juge inapte pour la première division et le place sur la liste des transferts malgré l'envie du joueur de prouver ses qualités.
En août 2013, il effectue un essai au Huddersfield TFC, évoluant en deuxième division anglaise, duquel il ressort déçu après avoir été aligné au poste de récupérateur. Le 29 août, il signe un contrat en première division suisse au FC Lausanne-Sport où Laurent Roussey officie comme entraîneur. Il y réalise une saison 2013-2014 pleine, titulaire à 27 reprises pour 29 apparitions en championnat et 8 buts inscrits. Néanmoins, le club termine dernier du championnat et est relégué en Challenge League.
Il rejoint alors le Grasshopper Zurich pour 3 ans lors de l'été 2014. Il participe au troisième tour de qualification de la Ligue des Champions 2014-2015, titulaire lors des rencontres aller et retour face au LOSC (élimination 1-3 en score agrégé). Reversé en barrages de la Ligue Europa, les Suisses sont cette fois éliminés par le Club Bruges. Il réalise une nouvelle saison pleine, apparaissant à 35 reprises en championnat dont 29 titularisations et inscrit de nouveau 8 buts.
Auteur d'une belle première partie de saison 2015-2016, avec huit buts et sept passes décisives en 18 titularisations, il est transféré le 14 janvier 2016 aux Young Boys de Berne contre 2 millions d'euros. Avec les Bernois, il participe pour la première fois à une phase de poules de compétition européenne, les Young Boys étant reversés en Ligue Europa à la suite de leur défaite en barrages de Ligue des Champions face au Borussia Mönchengladbach. Lors de l'exercice suivant, ils connaîtront de nouveau ce sort, vaincus par le CSKA Moscou.
Ses performances avec les Young Boys de Berne, où il inscrit 20 buts et distribue 35 passes décisives en première division suisse, convainquent le SC Fribourg où il paraphe un contrat pour quatre saisons le 26 août 2017. Le montant du transfert est de 3,5 millions d'euros. Il y pallie le départ de Vincenzo Grifo vers le Borussia Mönchengladbach. Il peine à s'imposer en Bundesliga, n'étant aligné qu'à 10 reprises pour 5 titularisations lors de la saison 2017-2018. N'ayant disputé que 71 minutes de jeu sur la première partie de saison 2018-2019, il est prêté au Grasshopper Zurich le 7 février 2019.
Titulaire à 14 reprises en Super League suisse, son apport ne permet pas à son équipe de se maintenir, le Grasshopper terminant dernier. De retour de prêt, il se distingue lors de la pré-saison 2019-2020, profitant de l'absence des internationaux, en marquant un doublé en amical face au FC Aarau. Alors placé sur la liste des transferts, il met en doute le staff technique. Conservé au sein de l'effectif allemand, il ne dispute aucune minute de Bundesliga, ne s'asseyant qu'à trois reprises sur le banc des remplaçants. 
Le 11 juin 2020, le Grenoble Foot 38 annonce son retour, Ravet y paraphant un contrat le liant au club isérois jusqu'en juin 2023. Il quitte le club en juin 2022 et signe une licence en amateur à l'Entente Sportive Manival Saint-Ismier.

## Palmarès
BSC Young Boys
- Championnat de Suisse :
  - Vice-champion : 2016 et 2017
  - Champion : 2018